# Contea di Sanmen
Contea di Sanmen (三门县S, Sānmén XiànP) è una contea della Cina, situata nella provincia dello Zhejiang.